# Konusy
Konusy – zespół dziecięco-młodzieżowy działający w latach 1976–1980. Został założony w Młodzieżowym Domu Kultury im. Mikołaja Kopernika we Wrocławiu (Stare Miasto) pod kierunkiem Bogumiły Szałaj. W jego skład weszli niektórzy członkowie chóru chłopięcego funkcjonującego w tym samym Domu Kultury. Brał udział w akcjach „Kolorowe podwórka” i „Wrocławski maj 1977”.

## Dyskografia
- Mały człowiek (tekst: Ryszard Wojtyłło, muzyka: Jerzy Niedźwiecki) / Niedziela z rodziną (pocztówka dźwiękowa; 1977; Tonpress R-131)[1]
- Różne dzieci są na świecie
- Zielony, zielony (tekst: Ryszard Wojtyłło, muzyka: Jerzy Niedźwiecki)
- Taka sobie gra (tekst: Ryszard Wojtyłło, muzyka: Jerzy Niedźwiecki)
- Kolorowe podwórka (tekst: Ryszard Wojtyłło, muzyka: Jerzy Niedźwiecki)
- Piosenka zgadywanka (tekst: Ryszard Wojtyłło, muzyka: Henryk Kubica)
- Podwórkowa świetlica (tekst: Ryszard Wojtyłło, muzyka: Wincenty Bobrowicz)
- Uśmiech na co dzień (tekst: Ryszard Wojtyłło, muzyka: Wincenty Bobrowicz)
- Wrocławski maj (tekst: Ryszard Wojtyłło, muzyka: Jerzy Niedźwiecki)